# Благой Орлов
Благой Орлов е български революционер, деец на Вътрешната македоно-одринска революционна организация.

## Биография
Благой Орлов роден в костурското село Бобища. Завършва в 1892 година със седмия випуск Солунската българска мъжка гимназия. Работи като учител е в българското училище в Цариград. Става член на местния районен комитет на ВМОРО, който е оглавяван от съселянина му Димитър Ляпов.